# Poljče, Radovljica
Poljče so naselje v Občini Radovljica.